# (9714) 1975 LF1
(9714) 1975 LF1 là một tiểu hành tinh vành đai chính. Nó được phát hiện bởi Robert H. McNaught ở Đài thiên văn Siding Spring ở Coonabarabran, New South Wales, Australia, ngày 1 tháng 6 năm 1975.